# ۳-آمینوایزوبوتیریک اسید
۳-آمینوایزوبوتیریک اسید (به انگلیسی: 3-Aminoisobutyric acid) با فرمول شیمیایی C۴H۹NO2 یک ترکیب شیمیایی با شناسه پاب‌کم ۶۴۹۵۶ است. که جرم مولی آن ۱۰۳٫۱۲ g/mol می‌باشد. 